# Commandement de la Légion étrangère
Il Comando della Legione straniera francese (COM.LE) è direttamente subordinato al Capo di Stato Maggiore dell'Esercito francese (CEMAT), ed è comandato da un generale di brigata che è il consigliere tecnico per la risoluzione di tutte le problematiche specifiche della Legione.
Il Comando della Legione straniera è stazionato con il suo quartier generale presso il Quartier Vienot a Aubagne, all'interno del 1º RE, ed ha diretto esercizio sul 1º RE (Reggimento Straniero), 4º RE e il GRLE (Gruppo di reclutamento della Legione straniera), mentre le altre unità del Corpo sono alle dipendenze delle varie brigate di appartenenza o dei comandi territoriali.
Le sue prerogative sono le seguenti:
- Gestione degli effettivi e amministrazione del personale
- Formazione e istruzione
- Protezione e sicurezza del personale a titolo straniero
- Morale, patrimonio e tradizioni
- Assistenza sociale

## Storia
Il 1º aprile 1931, quando la Legione comprendeva circa 30.000 effettivi, il generale Paul-Frédéric Rollet assunse il comando dell'Ispettorato della Legione straniera appena creato a Tlemcen, in Algeria. È da questo momento che viene creato il Deposito Comune dei Reggimenti Stranieri (DCRE). Questo Ispettorato fu sciolto nel 1935, con la partenza del "Padre Legione" collocato in pensione.
Nel 1948 l'Ispettorato rinacque per dieci anni sotto il comando del generale Monclar. Di nuovo sciolto nel 1950, lasciò il posto al "Gruppo autonomo della Legione straniera" (GALE), comandato successivamente dai generali Olié e Gardy, che gli attribuiscono al comando un generale ispettore. Il GALE incorporò allora uno Stato Maggiore stanziato a Sidi-bel-Abbès, il Deposito Comune della Legione, il 1º REI (Reggimento Straniero di fanteria) che raggruppò tutte le unità di istruzione, il Servizio d'informazione e il Servizio morale della Legione straniera (SMOLE).
Nel 1954, alla fine della Guerra d'Indocina, la Legione fu completamente riorganizzata. Il 1º RE assunse il compito amministrativo di tutto il Corpo, fino allora presente in tutti i reggimenti. Il COLE (Comando della Legione straniera) fu creato il 1º luglio 1955 a Vincennes; il suo comando fu assunto dal colonnello Lennuyeux. Due anni più tardi, il 16 settembre 1957, il comando fu rinominato "Ispettorato tecnico della Legione straniera"  (ITLE). L'Ispettorato sarà sciolto nel 1964, e le sue attribuzioni saranno demandate al comandante del 1º RE.
Nel 1972, sotto l'impulso del colonnello Letestu, fu creato il "Gruppo della Legione straniera" (GLE). Aveva autorità sul 1º e 2º RE, e vi fu assegnato in seguito al comando un generale ispettore. Il comandante del GLE comandò anche la 31e Brigata. Questa unità sperimentale, composta in prevalenza da unità della Legione, è stata una delle prime Brigate interarmi dell'Esercito francese. Sarà impiegata in Libano nel  1983, per poi essere sciolta per riorganizzarsi nella "Divisione leggera blindata".
Il 1º luglio 1984 il GLE riprese la denominazione di "Comando della Legione straniera".

## Organizzazione
Il Generale comandante della Legione è assistito durante il suo compito da uno Stato Maggiore che usufruisce delle competenze del personale del 1º RE. Lo Stato Maggiore è così formato:
- dalla Divisione risorse umane (DRHLE), che assicura la gestione, l'amministrazione di tutto il personale che presta servizio a titolo straniero, e di tutti gli stranieri volontari sottoposti a vari controlli;
- la Divisione di reclutamento della Legione straniera (DRLE), responsabile dei posti di informazione e posti reclutamento della Legione ma anche del centro di selezione e incorporazione;
- la Divisione dei sistemi di informatica e comunicazione (DSICLE). Si appoggia per la sua missione su un Servizio di trattamento dati dell'informazione della Legione straniera (STILE);
- la Divisione statistica e protezione del personale della Legione straniera (DSPLE), che ha competenza in materia di protezione e sicurezza del personale militare. Partecipa in sede di selezione dei candidati all'arruolamento;
- la Divisione comunicazione e informazione (DCILE) istituzionale. Gestisce le relazioni pubbliche, con i giornali, la produzione del mensile Képi blanc, l'amministrazione del sito internet;
- la Divisione storica e patrimonio (DHPLE), assicura la gestione delle strutture del Corpo e del museo della Legione;
- l'Ufficio d'assistenza sociale e di entrata/fondo della Legione (BASELE / FELE), che assicura i finanziamenti alla casa invalidi di Puyloubier.